# Antônio Gonçalves
Antônio Gonçalves is een gemeente in de Braziliaanse deelstaat Bahia. De gemeente telt 11.240 inwoners (schatting 2009).